# Bayer 04 Leverkusen Fußball (femminile)
Il Bayer 04 Leverkusen Fußball GmbH, meglio noto come Bayer Leverkusen Frauen o semplicemente Bayer Leverkusen, è una squadra di calcio femminile professionistica tedesca, sezione femminile dell'omonimo club con sede a Leverkusen, città della Renania Settentrionale-Vestfalia.
Fondata nel 2008, come continuazione delle precedenti SSG 09 Bergisch Gladbach (fino al 1996) e TuS Köln rrh. (1996-2008), dai   campionati 2010-2011 al 2016-2017 ha militato ininterrottamente in Frauen-Bundesliga, massimo livello del campionato tedesco femminile di calcio, per ritornarvi dopo una sola stagione di 2. Frauen-Bundesliga, dalla stagione 2018-2019. 
I maggiori risultati ottenuti sono il 7º posto in Frauen-Bundesliga, conquistato nella stagione 2013-2014, e, come TuS Köln rrh., tre semifinali nelle edizioni 2007-08, 2019-20 e 2021-22 della DFB-Pokal der Frauen, la Coppa di lega femminile della Germania, e la finale dell'edizione 2015 della DFB-Hallenpokal der Frauen, persa per 1-0 contro il Wolfsburg.

## Palmarès
- Campionato tedesco di seconda divisione: 2

2009-2010, 2017-2018

## Organico

### Rosa 2024-2025
Rosa, ruoli e numeri di maglia come da sito ufficiale., aggiornati al 12 aprile 2025.
| N. |                        | Ruolo | Calciatrice          |
| -- | ---------------------- | ----- | -------------------- |
| 1  | Germania (bandiera)    | P     | Charlotte Voll       |
| 2  | Germania (bandiera)    | D     | Selina Ostermeier    |
| 3  | Germania (bandiera)    | D     | Melissa Friedrich    |
| 4  | Norvegia (bandiera)    | D     | Emilie Bragstad      |
| 5  | Paesi Bassi (bandiera) | D     | Janou Levels         |
| 6  | Germania (bandiera)    | C     | Katharina Piljić     |
| 7  | Danimarca (bandiera)   | A     | Cornelia Kramer      |
| 8  | Germania (bandiera)    | C     | Paulina Bartz        |
| 9  | Canada (bandiera)      | A     | Caroline Kehrer      |
| 10 | Norvegia (bandiera)    | C     | Synne Skinnes Hansen |
| 11 | Germania (bandiera)    | C     | Kristin Kögel        |
| 12 | Germania (bandiera)    | D     | Julia Mickenhagen    |
| 13 | Germania (bandiera)    | A     | Vanessa Haim         |

| N. |                        | Ruolo | Calciatrice                  |
| -- | ---------------------- | ----- | ---------------------------- |
| 16 | Germania (bandiera)    | C     | Sofie Zdebel                 |
| 18 | Islanda (bandiera)     | C     | Karólína Lea Vilhjálmsdóttir |
| 19 | Germania (bandiera)    | C     | Loreen Bender                |
| 20 | Germania (bandiera)    | A     | Estrella Merino Gonzalez     |
| 21 | Germania (bandiera)    | D     | Sofia Cava Marin             |
| 22 | Inghilterra (bandiera) | C     | Ruby Grant                   |
| 23 | Germania (bandiera)    | A     | Delice Boboy                 |
| 24 | Ungheria (bandiera)    | D     | Lilla Turányi                |
| 27 | Germania (bandiera)    | P     | Friederike Repohl            |
| 28 | Cina (bandiera)        | D     | Shen Menglu                  |
| 30 | Germania (bandiera)    | C     | Ida Daedalow                 |
| 34 | Germania (bandiera)    | P     | Anne Moll                    |
| 56 | Francia (bandiera)     | D     | Juliette Vidal               |